# 帕尔巴斯多夫
帕尔巴斯多夫是奥地利下奥地利州根瑟恩多夫县的一个市镇。总面积10.23平方公里，总人口146人，人口密度14.3人/平方公里（2005年）。